# Кенай (боро)
Кенай (англ. Kenai Peninsula Borough) — боро в штате Аляска, США. Население по данным переписи 2010 года составляет 55 400 человек. Административный центр — город Солдотна.

## География
Общая площадь боро составляет 64 107 км², из них 41 634 км² — суша и 22 473 км² — открытые водные пространства. Занимает полуостров Кенай, некоторые прилегающие территории и острова, например, остров Юкон. Крупнейшая природоохранная зона боро Кенай — одноимённый резерват площадью 7770 км².
В северо-западной части боро протекает река Чакачатна.

## Население
По данным переписи 2000 года, население боро составляет 49 700 человек. Плотность населения равняется 1,19 чел/км². 1,92 % населения говорят дома на русском языке и 1,74 % — на испанском.
Из 18 400 домохозяйств 38 % имеют детей в возрасте до 18 лет, 55 % являются супружескими парами, проживающими вместе, 9 % являются женщинами, проживающими без мужей, а 31 % не имеют семьи. 25 % всех домохозяйств состоят из отдельно проживающих лиц, в 5 % домохозяйств проживают одинокие люди в возрасте 65 лет и старше. Средний размер домохозяйства составил 2,6, а средний размер семьи — 3,2.
В зоне проживает 30 % населения в возрасте до 18 лет; 7 % от 18 до 24 лет; 30 % от 25 до 44 лет; 26 % от 45 до 64 лет и 7 % в возрасте 65 лет и старше. Средний возраст населения — 36 лет. На каждые 100 женщин приходится 109 мужчин. На каждые 100 женщин в возрасте 18 лет и старше приходится 110 мужчин.
Динамика численности населения по годам:
| 1960 | 1970   | 1980   | 1990   | 2000   | 2010   |
| ---- | ------ | ------ | ------ | ------ | ------ |
| 9053 | 13 500 | 25 282 | 40 802 | 49 691 | 55 400 |

### Города
- Хомер
- Качемак
- Кенай
- Селдовия
- Сьюард
- Солдотна

### Статистически обособленные местности
- Анчор-Пойнт[англ.]
- Бэр-Крик
- Белуга[англ.]
- Клам-Галч[англ.]
- Кохо
- Купер-Лендинг[англ.]
- Краун-Пойнт
- Фокс-Ривер[англ.]
- Фриц-Крик[англ.]
- Фанни-Ривер
- Халибут-Ков[англ.]
- Хаппи-Валли[англ.]
- Хоп
- Калифорнски
- Касилов
- Лауэр-Пойнт[англ.]
- Мус-Пасс[англ.]
- Нануалек
- Никиски[англ.]
- Николаевск
- Нинилчик
- Порт-Грейам[англ.]
- Праймроз[англ.]
- Риджуэй[англ.]
- Саламатов
- Селдовия-Виллидж[англ.]
- Стерлинг[англ.]
- Санрайз[англ.]
- Тионек[англ.]